# Morti il 21 luglio
| Questa pagina contiene informazioni ricavate automaticamente dalle voci biografiche con l'ausilio del template Bio e di un bot. L'aggiornamento è periodico e automatico e ricostruisce completamente la pagina. Se manca una persona in questa lista, sei pregato di non aggiungerla, ma accertati piuttosto che la sua voce biografica contenga il template Bio e che i dati anagrafici siano correttamente compilati. Se il template Bio manca, inseriscilo tu stesso o, in alternativa, metti l'avviso {{tmp\|Bio}} che ne segnala la mancanza. Se i dati riportati sono sbagliati, correggi direttamente la voce biografica; le modifiche saranno visibili in questa lista entro pochi giorni. Per chiarimenti vedi il progetto biografie. La lista contiene solo le 480 persone che sono citate nell'enciclopedia e per le quali è stato implementato correttamente il template Bio. Pagina aggiornata al 17 ago 2025. |

## IV secolo(1)
- 303 - Vittore di Marsiglia, militare e santo romano

## X secolo(1)
- 987 - Goffredo I d'Angiò, conte

## XI secolo(2)
- 1020 - Giovanni VI bar Nazuk, vescovo cristiano orientale siro
- 1077 - Gertrude la Vecchia di Braunschweig, nobile tedesca

## XII secolo(2)
- 1154 - Elisabetta d'Ungheria, nobile ungherese (n. 1128)
- 1193 - Matteo da Salerno, funzionario e politico italiano

## XIII secolo(1)
- 1296 - Ruffino da Frisseto, arcivescovo cattolico italiano

## XIV secolo(1)
- 1343 - Bertoldo I d'Este, nobile italiano

## XV secolo(5)
- 1403 - Henry Percy, cavaliere medievale inglese (n. 1364)
- 1405 - Antonio Arcioni, cardinale e vescovo cattolico italiano
- 1425 - Manuele II Paleologo, imperatore bizantino (n. 1350)
- 1428 - Angelo d'Anna de Sommariva, cardinale italiano
- 1449 - Sassuolo da Prato, letterato italiano

## XVI secolo(7)
- 1517 - Hersekli Ahmed Pascià, generale e politico ottomano (n. 1459)
- 1533 - Enea Pio di Carpi, nobile e politico italiano
- 1552 - Antonio de Mendoza, politico e cavaliere medievale spagnolo (n. 1495)
- 1564 - Martim Afonso de Sousa, navigatore portoghese (n. 1500)
- 1565 - Polidoro da Lanciano, pittore italiano
- 1574 - Giulio Acquaviva d'Aragona, cardinale italiano (n. 1546)
- 1590 - Sofia di Württemberg, nobildonna tedesca (n. 1563)

## XVII secolo(12)
- 1602 - Ermete Cavalletti, funzionario italiano
- 1612 - Edward Seymour, visconte Beauchamp, nobile inglese (n. 1561)
- 1627 - Giandomenico Gagini junior, scultore italiano
- 1632 - Paolo Savelli, I principe di Albano, principe italiano (n. 1571)
- 1661 - Antonius Hambroek, missionario olandese (n. 1607)
- 1663 - Francesco Allegrini, pittore italiano (n. 1587)
- 1668 - Manuel de los Cobos y Luna, politico italiano
- 1672 - John Underhill, militare e politico inglese (n. 1597)
- 1681 - Giovanni Paolo Caprini, religioso italiano
- 1683 - William Russell, politico inglese (n. 1639)
- 1688 - James Butler, I duca di Ormonde, generale britannico (n. 1610)
- 1690 - Gregorio Carafa, militare italiano (n. 1615)

## XVIII secolo(20)
- 1706 - Gabriele Filippucci, cardinale italiano (n. 1631)
- 1707 - Pirro Maria Gonzaga, nobile e militare italiano (n. 1646)
- 1711 - Gérard de Lairesse, pittore, incisore e decoratore olandese (n. 1641)
- 1719 - Niccolò Amenta, letterato e drammaturgo italiano (n. 1659)
- 1719 - Maria Luisa Elisabetta di Borbone-Orléans, nobile francese (n. 1695)
- 1720 - Giovanni Francesco Bembo, vescovo cattolico italiano (n. 1659)
- 1722 - Giovanni Battista Rospigliosi, nobile italiano (n. 1646)
- 1754 - Domenico Vandelli, scienziato, cartografo e matematico italiano (n. 1691)
- 1770 - Charlotta Frölich, scrittrice, storica e agronoma svedese (n. 1698)
- 1775 - Szymon Czechowicz, pittore polacco (n. 1689)
- 1778 - Christian Moritz von Königsegg-Rothenfels, nobile e militare tedesco (n. 1705)
- 1780 - Evdokija Borisovna Jusupova, nobildonna russa (n. 1743)
- 1782 - Augusto Federico di Sassonia-Meiningen, nobile tedesco (n. 1754)
- 1783 - Giovanni Battista Rezzonico, cardinale italiano (n. 1740)
- 1788 - Gaetano Filangieri, giurista e filosofo italiano (n. 1752)
- 1793 - Antoine Bruni d'Entrecasteaux, ammiraglio e esploratore francese (n. 1739)
- 1796 - Robert Burns, poeta e compositore scozzese (n. 1759)
- 1796 - Philip Carteret, ammiraglio e esploratore inglese (n. 1733)
- 1797 - Bertrand Pelletier, farmacista e chimico francese (n. 1761)
- 1798 - Carlo Giuseppe de Croix, generale austriaco (n. 1733)

## XIX secolo(55)
- 1803 - Johann Jacob Volkmann, scrittore tedesco (n. 1732)
- 1807 - Guglielmo del Palatinato-Zweibrücken, nobile e generale tedesco (n. 1754)
- 1819 - Giovanni Battista Zauli, cardinale italiano (n. 1743)
- 1822 - Maria Elisabetta di Thurn und Taxis, principessa tedesca (n. 1767)
- 1824 - Buddha Loetla Nabhalai, siamese (n. 1767)
- 1827 - Archibald Constable, editore scozzese (n. 1774)
- 1828 - Charles Manners-Sutton, arcivescovo anglicano britannico (n. 1755)
- 1831 - Joseph Xaver von Stutterheim, militare austriaco (n. 1764)
- 1838 - Johann Nepomuk Mälzel, inventore, ingegnere e showman tedesco (n. 1772)
- 1844 - Anacarsi Nardi, patriota italiano (n. 1800)
- 1845 - James McHenry, scrittore statunitense (n. 1785)
- 1849 - Pierre Villiers, scrittore francese (n. 1760)
- 1852 - Rocco Beneventano, giurista e politico italiano (n. 1777)
- 1855 - Per Daniel Amadeus Atterbom, scrittore svedese (n. 1790)
- 1855 - Jacopo Landoni, letterato italiano (n. 1772)
- 1855 - John Wannuaucon Quinney, diplomatico nativo americano (n. 1797)
- 1855 - Alessandro Sidoli, architetto, pittore e disegnatore italiano (n. 1812)
- 1856 - Emil Aarestrup, poeta e medico danese (n. 1800)
- 1859 - John Gayle, magistrato e politico statunitense (n. 1792)
- 1861 - George Nelson Cheney, scacchista e compositore di scacchi statunitense (n. 1837)
- 1863 - Waller Patton, militare statunitense (n. 1835)
- 1864 - Friedrich Ernst Leibold, botanico tedesco (n. 1804)
- 1865 - Ludwig Schnorr von Carolsfeld, tenore tedesco (n. 1836)
- 1866 - Giovanni Chiassi, patriota, militare e politico italiano (n. 1827)
- 1866 - Enrico Novaria, patriota e militare italiano (n. 1839)
- 1867 - Antonio Barezzi, mecenate italiano (n. 1787)
- 1868 - Édouard Ducpétiaux, giornalista belga (n. 1804)
- 1868 - George Housman Thomas, pittore, incisore e illustratore inglese (n. 1824)
- 1870 - Anna Cora Mowatt, scrittrice, drammaturga e attrice teatrale francese (n. 1819)
- 1873 - Delfino Codazzi, matematico italiano (n. 1824)
- 1873 - Louis-Charles-Auguste Couder, pittore francese (n. 1789)
- 1874 - Jozef Karol Viktorin, presbitero, patriota e editore slovacco (n. 1822)
- 1877 - Giovanni Carlo Conestabile della Staffa, archeologo italiano (n. 1824)
- 1877 - John Frost, rivoluzionario britannico (n. 1784)
- 1878 - Sam Bass, criminale statunitense (n. 1851)
- 1882 - Oluf Tostrup, orafo norvegese (n. 1842)
- 1883 - Ntshingwayo kaMahole Khozab (n. 1809)
- 1884 - Vito Beltrani, giornalista e politico italiano (n. 1805)
- 1885 - Litterio De Gregorio Alliata, politico italiano (n. 1808)
- 1886 - Oronzio De Donno, patriota e politico italiano (n. 1819)
- 1886 - Karl Theodor von Piloty, pittore tedesco (n. 1826)
- 1888 - Lucien Douillard, architetto francese (n. 1829)
- 1888 - Charles Duclerc, politico francese (n. 1812)
- 1888 - Matthias Joseph Scheeben, scrittore, teologo e mistico tedesco (n. 1835)
- 1889 - Nelson Dewey, politico statunitense (n. 1813)
- 1891 - Franco Faccio, direttore d'orchestra e compositore italiano (n. 1840)
- 1892 - Léon Cladel, scrittore e romanziere francese (n. 1835)
- 1893 - Giuseppe Isola, pittore italiano (n. 1808)
- 1893 - Cesare Vitaliani, attore teatrale e commediografo italiano
- 1894 - Frederick Low, politico statunitense (n. 1828)
- 1899 - Louis Eysen, pittore e incisore tedesco (n. 1843)
- 1899 - Davide Cesare Uziel, patriota italiano (n. 1835)
- 1900 - Luigi Celleri, mineralogista italiano (n. 1828)
- 1900 - Alberico Crescitelli, missionario e presbitero italiano (n. 1863)
- 1900 - Antonio Lubin, letterato italiano (n. 1809)

## XX secolo(232)
- 1901 - Levi Richard Ellert, politico statunitense (n. 1857)
- 1903 - Henri Alexis Brialmont, generale e ingegnere belga (n. 1821)
- 1904 - Arthur MacEvoy, crickettista britannico (n. 1868)
- 1906 - Luigi Chinaglia, politico e patriota italiano (n. 1841)
- 1907 - Nicolae Grigorescu, pittore rumeno (n. 1838)
- 1908 - Camille Chabaneau, filologo, saggista e grammatico francese (n. 1831)
- 1909 - Gustav Karpeles, storico e editore tedesco (n. 1848)
- 1910 - Léopold Victor Delisle, bibliotecario, storico e diplomatista francese (n. 1826)
- 1910 - Sybil St Clair-Erskine, nobildonna inglese (n. 1871)
- 1911 - Philippe Monnier, scrittore svizzero (n. 1864)
- 1915 - Raffaele Perrottelli, militare italiano (n. 1889)
- 1915 - Angelo Vannini, militare italiano (n. 1893)
- 1916 - Otto Parschau, aviatore tedesco (n. 1890)
- 1917 - Matthias Zurbriggen, alpinista svizzero (n. 1856)
- 1918 - Carlo Monari, scultore e patriota italiano (n. 1831)
- 1920 - Agostino Brunetta, aviatore e militare italiano (n. 1895)
- 1920 - Alexander Wassilko von Serecki, militare e agente segreto austriaco (n. 1871)
- 1921 - Margherita Bevignani, soprano italiano
- 1921 - Fiammetta Wilson, astronoma e musicista inglese (n. 1864)
- 1922 - Ahmed Cemal Pascià, generale e politico turco (n. 1872)
- 1922 - Alessandro Fabri, politico e medico italiano (n. 1850)
- 1925 - Giovanni Frattini, matematico italiano (n. 1852)
- 1926 - Enrico Gabbana, militare e aviatore italiano (n. 1901)
- 1928 - Ward Crane, attore statunitense (n. 1890)
- 1928 - Kostas Karyotakis, poeta e scrittore greco (n. 1896)
- 1928 - Aldo Francesco Massera, filologo, critico letterario e storico della letteratura italiano (n. 1883)
- 1928 - Mihail Savov, generale bulgaro (n. 1857)
- 1928 - Ellen Terry, attrice britannica (n. 1847)
- 1930 - Paul Fürbringer, medico e chimico tedesco (n. 1849)
- 1930 - Frederick Hamilton-Temple-Blackwood, III marchese di Dufferin e Ava, politico e ufficiale inglese (n. 1875)
- 1930 - Francesco Meneguzzo, scultore italiano (n. 1860)
- 1931 - Herman Bemberg, compositore tedesco (n. 1859)
- 1931 - Émile Pouget, anarchico, sindacalista e giornalista francese (n. 1860)
- 1932 - Alberto Castellani, linguista italiano (n. 1884)
- 1933 - Pietro Alberici, magistrato e politico italiano (n. 1870)
- 1933 - Victor Gabriel Gilbert, pittore francese (n. 1847)
- 1936 - Francisco Busignani, militare italiano (n. 1913)
- 1936 - Andreas Hinterstoisser, alpinista tedesco (n. 1914)
- 1936 - Georg Michaelis, politico tedesco (n. 1857)
- 1936 - Luigi Michelazzi, militare italiano (n. 1912)
- 1936 - Edi Rainer, alpinista austriaco (n. 1914)
- 1936 - Nicola Zerola, tenore italiano (n. 1876)
- 1937 - Rab Howell, calciatore inglese (n. 1869)
- 1937 - Nino Nannetti, antifascista italiano (n. 1906)
- 1938 - Dario Grixoni, militare italiano (n. 1910)
- 1938 - Emanuele Guttadauro, militare italiano (n. 1889)
- 1938 - Owen Wister, scrittore statunitense (n. 1860)
- 1939 - George Leveson-Gower, III conte Granville, diplomatico inglese (n. 1872)
- 1939 - Béla Révész, calciatore e allenatore di calcio ungherese (n. 1887)
- 1939 - Ambroise Vollard, imprenditore, gallerista e mercante d'arte francese (n. 1866)
- 1940 - Umberto Novaro, militare e marinaio italiano (n. 1891)
- 1940 - Ubaldo Scanagatta, generale italiano (n. 1883)
- 1941 - Rex De Rosselli, attore statunitense (n. 1876)
- 1942 - Giove Toppi, fumettista italiano (n. 1888)
- 1943 - Charley Paddock, velocista statunitense (n. 1900)
- 1943 - Luigi Scapuzzi, militare italiano (n. 1920)
- 1943 - Louis Vauxcelles, critico d'arte francese (n. 1870)
- 1944 - Ludwig Beck, generale tedesco (n. 1880)
- 1944 - Heinz Brandt, militare e cavaliere tedesco (n. 1907)
- 1944 - Werner von Haeften, militare tedesco (n. 1908)
- 1944 - Anselmo Marchi, partigiano italiano (n. 1920)
- 1944 - Hans-Ulrich von Oertzen, ufficiale tedesco (n. 1915)
- 1944 - Friedrich Olbricht, generale tedesco (n. 1888)
- 1944 - Albrecht Mertz von Quirnheim, militare tedesco (n. 1905)
- 1944 - Claus Schenk von Stauffenberg, militare tedesco (n. 1907)
- 1944 - Henning von Tresckow, generale tedesco (n. 1901)
- 1945 - Antonio Carlini, scultore e pittore italiano (n. 1853)
- 1945 - Luigi Lenzini, presbitero italiano (n. 1881)
- 1945 - Ryōsuke Nunoi, tennista giapponese (n. 1909)
- 1946 - Arthur Greiser, politico, generale e criminale di guerra tedesco (n. 1897)
- 1946 - Shefqet Vërlaci, imprenditore e politico albanese (n. 1877)
- 1946 - Gualberto Villarroel, militare e politico boliviano (n. 1908)
- 1947 - Maria Freschi, scrittrice e poetessa italiana (n. 1881)
- 1947 - Natale Morzenti, pittore italiano
- 1947 - Yosep Emmanuel II Thoma, vescovo cattolico e patriarca cattolico iracheno (n. 1852)
- 1948 - Arshile Gorky, pittore armeno (n. 1904)
- 1949 - Cesare Formichi, baritono italiano (n. 1883)
- 1949 - Jean de Constant, velista francese (n. 1859)
- 1950 - Ambrogio Belloni, politico italiano (n. 1864)
- 1950 - Rex Ingram, regista, sceneggiatore e produttore cinematografico irlandese (n. 1892)
- 1950 - Filippo Iacolino, militare e vescovo cattolico italiano (n. 1895)
- 1950 - John C. Woods, militare statunitense (n. 1911)
- 1951 - Fred Antoine Angermayer, drammaturgo tedesco (n. 1889)
- 1951 - Marion Aye, attrice statunitense (n. 1903)
- 1951 - Felice Costa, calciatore italiano (n. 1899)
- 1952 - Emilio Baldanello, attore e drammaturgo italiano (n. 1902)
- 1952 - Silvio Cator, lunghista e altista haitiano (n. 1900)
- 1952 - Pedro Lascuráin, politico, avvocato e diplomatico messicano (n. 1856)
- 1952 - Henry Thomas, scrittore, bibliografo e ispanista britannico (n. 1878)
- 1953 - Antonio Zolezzi, politico e dirigente sportivo argentino (n. 1874)
- 1954 - Herman Groman, velocista statunitense (n. 1882)
- 1954 - Ernest Hart, calciatore inglese (n. 1902)
- 1955 - Anton Staus, astronomo tedesco (n. 1872)
- 1956 - Ejnar Nielsen, pittore danese (n. 1872)
- 1957 - Jean Bérard, storico e archeologo francese (n. 1908)
- 1957 - James Reynolds, scrittore, pittore e illustratore statunitense (n. 1891)
- 1959 - Riccardo Filangieri, archivista, storico e genealogista italiano (n. 1882)
- 1959 - Nils Granfelt, ginnasta svedese (n. 1887)
- 1959 - Archibald Selwyn, produttore teatrale statunitense (n. 1877)
- 1960 - Massimo Bontempelli, scrittore e saggista italiano (n. 1878)
- 1960 - Ugo Lancia, scacchista italiano (n. 1885)
- 1960 - Gennaro Sarcone, politico e antifascista italiano (n. 1902)
- 1960 - Quinto Tosatti, giornalista e politico italiano (n. 1890)
- 1961 - Alan Rice-Oxley, aviatore inglese (n. 1896)
- 1962 - Olof Ohlsson, calciatore svedese (n. 1888)
- 1962 - Albert Roosevelt, rugbista a 15 francese (n. 1879)
- 1962 - George Macaulay Trevelyan, storico e scrittore britannico (n. 1876)
- 1963 - Antonino Dante, politico italiano (n. 1909)
- 1964 - Jean Fautrier, pittore e scultore francese (n. 1898)
- 1964 - Osvaldo Prosperi, politico italiano (n. 1887)
- 1964 - Benjamín Santos, allenatore di calcio e calciatore argentino (n. 1924)
- 1964 - John Anderson White, calciatore scozzese (n. 1937)
- 1965 - Robert Sjursen, ginnasta norvegese (n. 1891)
- 1966 - Francesco Paolo Cantelli, matematico e statistico italiano (n. 1875)
- 1966 - Philipp Frank, fisico, matematico e filosofo austriaco (n. 1884)
- 1966 - Kurt Röpke, generale tedesco (n. 1896)
- 1967 - Jimmie Foxx, giocatore di baseball statunitense (n. 1907)
- 1967 - András Littay, generale ungherese (n. 1884)
- 1967 - Albert John Luthuli, politico sudafricano (n. 1898)
- 1967 - Gaetano Martino, politico e medico italiano (n. 1900)
- 1967 - Basil Rathbone, attore britannico (n. 1892)
- 1967 - Willard Rice, hockeista su ghiaccio statunitense (n. 1895)
- 1968 - Jaime Cruells, pallanuotista spagnolo (n. 1906)
- 1968 - Robert Péguy, sceneggiatore e regista francese (n. 1883)
- 1968 - Ruth St. Denis, ballerina e coreografa statunitense (n. 1879)
- 1969 - Pete Burness, animatore, regista e produttore cinematografico statunitense (n. 1904)
- 1969 - Moe Herscovitch, pugile canadese (n. 1896)
- 1969 - Alfred Daniel Williams King, attivista statunitense (n. 1930)
- 1969 - Jules Van Hevel, ciclista su strada e pistard belga (n. 1895)
- 1970 - Bob Kalsu, giocatore di football americano statunitense (n. 1945)
- 1971 - Bob Fullam, calciatore e allenatore di calcio irlandese (n. 1895)
- 1971 - Yrjö Väisälä, astronomo, fisico e esperantista finlandese (n. 1891)
- 1972 - Ralph Craig, velocista statunitense (n. 1889)
- 1972 - Donald MacKenzie, attore e regista scozzese (n. 1879)
- 1972 - Salvadora Medina Onrubia, giornalista, scrittrice e attivista argentina (n. 1894)
- 1972 - Adolfo Romano, scultore e pittore italiano (n. 1894)
- 1972 - Jigme Dorji Wangchuck, re bhutanese (n. 1929)
- 1972 - Giovanni Zerbetto, partigiano e imprenditore italiano (n. 1906)
- 1973 - Émile Bermyn, pallanuotista francese (n. 1920)
- 1973 - Violet Hopson, attrice australiana (n. 1887)
- 1973 - Hans-Peter Joisten, pilota automobilistico tedesco (n. 1942)
- 1973 - Aldo Lampredi, partigiano, politico e ebanista italiano (n. 1899)
- 1973 - Pierre Picavet, ingegnere francese (n. 1892)
- 1974 - Adolf Leo Oppenheim, assiriologo austriaco (n. 1904)
- 1975 - Giovanni Borgonovo, pittore italiano (n. 1881)
- 1975 - Theodore Carpenter, trombettista e cantante statunitense (n. 1898)
- 1975 - George Petty, illustratore statunitense (n. 1894)
- 1975 - Carl Troll, geografo e botanico tedesco (n. 1899)
- 1976 - Giuseppe Bonizzoni, allenatore di calcio e calciatore italiano (n. 1908)
- 1976 - Earle Combs, giocatore di baseball statunitense (n. 1899)
- 1976 - Viktor Kalisch, canoista austriaco (n. 1902)
- 1976 - Enzo Paci, filosofo italiano (n. 1911)
- 1976 - Gerhard Taschner, violinista e insegnante tedesco (n. 1922)
- 1977 - Ottó Hatz, schermidore ungherese (n. 1902)
- 1977 - Lee Miller Penrose, fotografa, fotoreporter e modella statunitense (n. 1907)
- 1978 - Susana Calandrelli, scrittrice, poetessa e drammaturga argentina (n. 1901)
- 1979 - Fausto Boni, calciatore e medico italiano (n. 1897)
- 1979 - Elia IV, libanese (n. 1914)
- 1979 - Boris Giuliano, militare italiano (n. 1930)
- 1979 - Ludwig Renn, scrittore tedesco (n. 1889)
- 1979 - Eugene Vinaver, letterato russo (n. 1899)
- 1980 - Wilson Pinheiro, sindacalista, politico e ambientalista brasiliano (n. 1933)
- 1980 - Salah al-Din al-Bitar, politico siriano (n. 1912)
- 1981 - Giuseppe Giriodi, notaio e calciatore italiano (n. 1894)
- 1981 - Ugo Sasso, attore italiano (n. 1910)
- 1982 - Giulio Cirri, architetto italiano (n. 1900)
- 1982 - Amelio Gambini, calciatore italiano (n. 1917)
- 1982 - Dave Garroway, personaggio televisivo statunitense (n. 1913)
- 1982 - Bishweshwar Prasad Koirala, politico e scrittore nepalese (n. 1914)
- 1982 - Vítor Silva, calciatore portoghese (n. 1909)
- 1982 - Villy de Luca, giornalista italiano (n. 1925)
- 1982 - František Černík, nuotatore e pallanuotista cecoslovacco (n. 1900)
- 1983 - Veronika Bužinskaja, attrice sovietica (n. 1895)
- 1983 - Giacinto Goldaniga, calciatore italiano (n. 1927)
- 1983 - Norman J. Holter, fisico statunitense (n. 1914)
- 1983 - Radovan Richta, filosofo cecoslovacco (n. 1924)
- 1983 - Franco Rodano, politico, politologo e filosofo italiano (n. 1920)
- 1984 - James Nance, imprenditore statunitense (n. 1900)
- 1984 - Jay Sarno, imprenditore statunitense (n. 1922)
- 1984 - Vincenzo Vitale, pianista italiano (n. 1908)
- 1985 - Alvah Bessie, scrittore e sceneggiatore statunitense (n. 1904)
- 1985 - Victor Hammer, imprenditore statunitense (n. 1901)
- 1985 - Erich Koschik, canoista tedesco (n. 1913)
- 1985 - Ulla-Britt Söderlund, costumista svedese (n. 1943)
- 1986 - Carlo Ciampolini, politico, avvocato e letterato italiano (n. 1888)
- 1986 - Guido Fulignot, pittore italiano (n. 1900)
- 1986 - Zhang Yuzhe, astronomo cinese (n. 1902)
- 1986 - Vlado Čech, batterista ceco (n. 1949)
- 1987 - Curt Bergsten, calciatore svedese (n. 1912)
- 1987 - Luigi Gilardi, ciclista su strada e pistard italiano (n. 1897)
- 1988 - Enrico Filippini, giornalista e traduttore svizzero (n. 1932)
- 1988 - Enrique Segarra, architetto spagnolo (n. 1908)
- 1988 - Michail Davydovič Vol'pin, drammaturgo, poeta e sceneggiatore sovietico (n. 1902)
- 1989 - Emilio Milan, poeta italiano (n. 1913)
- 1990 - Heitor Canalli, calciatore brasiliano (n. 1907)
- 1990 - Sacha Pitoëff, attore e regista francese (n. 1920)
- 1990 - Ubaldo Rey, alpinista italiano (n. 1923)
- 1990 - Stanley Shapiro, sceneggiatore, scrittore e attore statunitense (n. 1925)
- 1991 - Oskar Formánek, vescovo cattolico slovacco (n. 1915)
- 1991 - Helen Meany, tuffatrice statunitense (n. 1904)
- 1991 - Ugolino Nicolini, presbitero, religioso e medievista italiano (n. 1926)
- 1991 - Glauco Pellegrini, regista e sceneggiatore italiano (n. 1919)
- 1992 - Mario Boyé, calciatore e attore argentino (n. 1922)
- 1992 - José Manuel Urtain, pugile spagnolo (n. 1943)
- 1992 - Ernst Schäfer, ornitologo e zoologo tedesco (n. 1910)
- 1992 - Helmut Seibt, pattinatore artistico su ghiaccio austriaco (n. 1929)
- 1992 - Hovhannes Zardaryan, artista armeno (n. 1918)
- 1993 - René Jacquet, calciatore francese (n. 1933)
- 1994 - Dorothy Collins, attrice e cantante canadese (n. 1926)
- 1994 - Marijac, fumettista francese (n. 1908)
- 1994 - Henri Mouillefarine, pistard francese (n. 1910)
- 1995 - Ino Savini, direttore d'orchestra, compositore e musicologo italiano (n. 1904)
- 1995 - Genevieve Tobin, attrice statunitense (n. 1899)
- 1995 - Michael Wisher, attore britannico (n. 1935)
- 1996 - Luana Anders, attrice e sceneggiatrice statunitense (n. 1938)
- 1996 - Herb Edelman, attore statunitense (n. 1933)
- 1996 - Inger Jacobsen, cantante norvegese (n. 1923)
- 1996 - Lino Vitale, politico italiano (n. 1921)
- 1997 - Sjaak Alberts, calciatore olandese (n. 1926)
- 1997 - Vincenzo Binetti, politico e magistrato italiano (n. 1937)
- 1997 - Nicolás Daponte, calciatore argentino (n. 1928)
- 1998 - Luciano Fonda, fisico italiano (n. 1931)
- 1998 - Alan Shepard, astronauta e aviatore statunitense (n. 1923)
- 1998 - Robert Young, attore statunitense (n. 1907)
- 1999 - Kim Pyong-sik, politico nordcoreano (n. 1919)
- 1999 - Giuseppe Federico Mancini, giurista italiano (n. 1927)
- 1999 - David Ogilvy, pubblicitario britannico (n. 1911)
- 1999 - Vittorio Zironi, artigiano italiano (n. 1916)
- 2000 - Vladimir Bagirov, scacchista sovietico (n. 1936)
- 2000 - Aloysio Biondi, giornalista brasiliano (n. 1936)
- 2000 - Renato Cavalieri, calciatore italiano (n. 1927)
- 2000 - Iain Hamilton, compositore scozzese (n. 1922)

## XXI secolo(140)
- 2001 - Antal Bánkuti, cestista ungherese (n. 1923)
- 2001 - Steve Barton, attore teatrale e cantante statunitense (n. 1954)
- 2001 - Carlo Bo, ispanista, francesista e critico letterario italiano (n. 1911)
- 2001 - Alfredo Bravi, presbitero e compositore italiano (n. 1916)
- 2001 - Anna Maria Campi, partigiana italiana (n. 1927)
- 2001 - Charles Perry, cestista statunitense (n. 1921)
- 2002 - Gus Dudgeon, produttore discografico britannico (n. 1942)
- 2003 - John Davies, mezzofondista neozelandese (n. 1938)
- 2003 - Romolo Paganelli, pittore e scenografo italiano (n. 1926)
- 2004 - Jerry Goldsmith, compositore e direttore d'orchestra statunitense (n. 1929)
- 2004 - Edward Bok Lewis, genetista statunitense (n. 1918)
- 2005 - Brynley Allen, calciatore gallese (n. 1921)
- 2005 - Long John Baldry, cantante e chitarrista britannico (n. 1941)
- 2005 - Andrzej Grubba, tennistavolista polacco (n. 1958)
- 2005 - Lord Alfred Hayes, wrestler britannico (n. 1928)
- 2005 - Antonio Zavagnin, politico e sindacalista italiano (n. 1925)
- 2006 - Mako, attore giapponese (n. 1933)
- 2006 - Bob Mark, tennista australiano (n. 1937)
- 2006 - Ta Mok, politico, rivoluzionario e militare cambogiano (n. 1924)
- 2006 - Aleksandr Petrenko, cestista russo (n. 1976)
- 2006 - Raimondo Prinoth, slittinista italiano (n. 1944)
- 2006 - Pierre Rey, giornalista e scrittore francese (n. 1930)
- 2006 - Pons Saldaña, cestista filippino (n. 1928)
- 2006 - J. Madison Wright, attrice e insegnante statunitense (n. 1984)
- 2007 - Don Arden, manager e produttore discografico britannico (n. 1926)
- 2007 - Gilbert Bozon, nuotatore francese (n. 1935)
- 2007 - Emilio Ferretti, partigiano, sindacalista e politico italiano (n. 1923)
- 2007 - Enrico Gualandi, politico italiano (n. 1930)
- 2007 - Anna Marengo, medico e partigiana italiana (n. 1915)
- 2007 - Jesús de Polanco, imprenditore spagnolo (n. 1929)
- 2007 - Sherwin Wine, rabbino statunitense (n. 1928)
- 2008 - Guido Angeli, personaggio televisivo italiano (n. 1931)
- 2008 - Vladimir Bukal, scacchista croato (n. 1939)
- 2008 - Abutaleb Gorgori, lottatore iraniano (n. 1945)
- 2008 - Arnaldo Marconi, politico italiano (n. 1921)
- 2008 - Muhlis Tayfur, lottatore turco (n. 1922)
- 2009 - Donald Buka, attore statunitense (n. 1920)
- 2009 - John Dawson, cantautore e musicista statunitense (n. 1945)
- 2009 - Heinz Edelmann, illustratore e designer tedesco (n. 1934)
- 2009 - Gangubai Hangal, cantante indiana (n. 1913)
- 2009 - Marcel Jacob, bassista svedese (n. 1964)
- 2009 - Yoshinori Kanada, animatore giapponese (n. 1952)
- 2010 - Luis Corvalán, politico, giornalista e docente cileno (n. 1916)
- 2010 - Giorgio Pes, designer italiano (n. 1931)
- 2010 - Heinrich Schmieder, attore tedesco (n. 1970)
- 2011 - Juan Antonio Deusto, calciatore spagnolo (n. 1946)
- 2011 - Elliot Handler, imprenditore statunitense (n. 1916)
- 2011 - Evgenij Lopatin, sollevatore sovietico (n. 1917)
- 2011 - Alejandro Moreno Rodillo, cestista cileno (n. 1920)
- 2011 - Kazimierz Świątek, cardinale e arcivescovo cattolico bielorusso (n. 1914)
- 2011 - Cees de Wolf, calciatore olandese (n. 1945)
- 2012 - Arnaldo Bagnasco, sceneggiatore, giornalista e conduttore televisivo italiano (n. 1936)
- 2012 - Arnaldo Baracetti, politico italiano (n. 1931)
- 2012 - Jessica Dublin, attrice statunitense (n. 1918)
- 2012 - Eberhard Itzenplitz, regista tedesco (n. 1926)
- 2012 - Susanne Lothar, attrice tedesca (n. 1960)
- 2012 - Umberto Pototschnig, giurista e avvocato italiano (n. 1929)
- 2012 - Simon Ward, attore britannico (n. 1941)
- 2013 - Andrea Antonelli, pilota motociclistico italiano (n. 1988)
- 2013 - Det de Beus, hockeista su prato olandese (n. 1958)
- 2013 - Camillo Capolongo, pittore e scultore italiano (n. 1940)
- 2013 - José Cetale, calciatore brasiliano (n. 1939)
- 2013 - Giuliano Giorgi, calciatore italiano (n. 1961)
- 2013 - Alfred Läpple, presbitero, teologo e insegnante tedesco (n. 1915)
- 2013 - Ugo Riccarelli, scrittore italiano (n. 1954)
- 2013 - Lawrence Richardson Jr., storico statunitense (n. 1920)
- 2013 - Rodney Wallace, giocatore di football americano statunitense (n. 1940)
- 2013 - Denys de La Patellière, regista e sceneggiatore francese (n. 1921)
- 2014 - Lettice Curtis, aviatrice e ingegnere britannica (n. 1915)
- 2014 - Hans-Peter Kaul, giudice tedesco (n. 1943)
- 2014 - Roberto Parpaglioni, scrittore italiano (n. 1954)
- 2014 - Kevin Skinner, rugbista a 15 e pugile neozelandese (n. 1927)
- 2015 - Gigi Angelillo, attore, doppiatore e regista teatrale italiano (n. 1939)
- 2015 - Theodore Bikel, attore e cantante austriaco (n. 1924)
- 2015 - Rafael González Adrio, cestista e medico spagnolo (n. 1935)
- 2015 - Dick Nanninga, calciatore olandese (n. 1949)
- 2015 - Nova Pilbeam, attrice britannica (n. 1919)
- 2016 - Adolph Bachmeier, calciatore rumeno (n. 1937)
- 2016 - Roger Godement, matematico francese (n. 1921)
- 2016 - Julio San Lorenzo, calciatore argentino (n. 1934)
- 2016 - Costanza Segre Montel, storica dell'arte italiana (n. 1938)
- 2017 - Mauro Barni, politico italiano (n. 1927)
- 2017 - Mario De Nigris, partigiano italiano (n. 1923)
- 2017 - Peter Doohan, tennista australiano (n. 1961)
- 2017 - John Heard, attore statunitense (n. 1946)
- 2017 - Jon J. van Rood, biologo olandese (n. 1926)
- 2017 - Vittorio Sonzogni, architetto e urbanista italiano (n. 1924)
- 2017 - Deborah Watling, attrice britannica (n. 1948)
- 2017 - Hrvoje Šarinić, politico croato (n. 1935)
- 2018 - Gioacchino Cataldo, italiano (n. 1941)
- 2018 - Camille Perl, presbitero lussemburghese (n. 1938)
- 2018 - Massimo Sani, regista, sceneggiatore e giornalista italiano (n. 1929)
- 2019 - Filippo Dobrilla, scultore, fotografo e speleologo italiano (n. 1968)
- 2019 - José Manuel Estepa Llaurens, cardinale e arcivescovo cattolico spagnolo (n. 1926)
- 2019 - Yelena Grigoryeva, attivista russa
- 2019 - Paul Krassner, scrittore statunitense (n. 1932)
- 2019 - Ben Johnston, compositore statunitense (n. 1926)
- 2019 - Peter McNamara, tennista e allenatore di tennis australiano (n. 1955)
- 2020 - Mieko Hirota, cantante giapponese (n. 1947)
- 2020 - Germain Kouassi, cestista e allenatore di pallacanestro ivoriano (n. 1937)
- 2020 - Maurizio Pieroni, politico italiano (n. 1951)
- 2020 - Stanley Robinson, cestista statunitense (n. 1988)
- 2020 - Francisco Rodríguez Adrados, linguista, filologo e grecista spagnolo (n. 1922)
- 2020 - Annie Ross, cantante e attrice britannica (n. 1930)
- 2020 - Luzius Wildhaber, magistrato svizzero (n. 1937)
- 2020 - Kansai Yamamoto, stilista giapponese (n. 1944)
- 2021 - Nicolò Amato, giurista italiano (n. 1933)
- 2021 - Stan McKenzie, cestista statunitense (n. 1944)
- 2022 - Taurean Blacque, attore statunitense (n. 1940)
- 2022 - Milan Dvořák, calciatore cecoslovacco (n. 1934)
- 2022 - Johnny Egan, cestista e allenatore di pallacanestro statunitense (n. 1939)
- 2022 - Alan Grant, fumettista britannico (n. 1949)
- 2022 - Paddy Hopkirk, pilota automobilistico britannico (n. 1933)
- 2022 - Jim Lynch, giocatore di football americano statunitense (n. 1945)
- 2022 - Giancarlo Sarti, cestista e dirigente sportivo italiano (n. 1936)
- 2022 - Jörg Schmidt, canoista tedesco (n. 1961)
- 2022 - Uwe Seeler, calciatore e dirigente sportivo tedesco (n. 1936)
- 2022 - Luca Serianni, linguista e italianista italiano (n. 1947)
- 2022 - Rodney Stark, sociologo e scrittore statunitense (n. 1934)
- 2023 - Tony Bennett, cantante statunitense (n. 1926)
- 2023 - Ann Clwyd, politica britannica (n. 1937)
- 2023 - Philip Eaton, chimico statunitense (n. 1936)
- 2023 - Juliette Mayniel, attrice francese (n. 1936)
- 2023 - Marcello Osler, ciclista su strada italiano (n. 1945)
- 2023 - Emilio Ostorero, pilota motociclistico italiano (n. 1934)
- 2023 - Bianca Pomeranzi, attivista e saggista italiana (n. 1950)
- 2023 - Jacinto Santos, calciatore portoghese (n. 1941)
- 2023 - Carlo Taverna, militare e partigiano italiano (n. 1920)
- 2024 - Ron Charles, cestista statunitense (n. 1959)
- 2024 - Sergio Geminiani, calciatore italiano (n. 1929)
- 2024 - Kim Min-ki, cantautore, compositore e drammaturgo sudcoreano (n. 1951)
- 2024 - Salvatore Piscicelli, regista e critico cinematografico italiano (n. 1948)
- 2024 - Evelyn Thomas, cantante statunitense (n. 1953)
- 2024 - Jōji Yuasa, compositore giapponese (n. 1929)
- 2025 - Velikkakathu Sankaran Achuthanandan, politico indiano (n. 1923)
- 2025 - Cedric Badjeck, calciatore camerunese (n. 1995)
- 2025 - David Rendall, tenore britannico (n. 1948)
- 2025 - Crescencio Gutiérrez, calciatore messicano (n. 1933)
- 2025 - Isabella, cantante, attrice e cabarettista italiana (n. 1939)
- 2025 - Giuseppe Pessina, hockeista su pista italiano (n. 1940)

## Senza anno specificato(1)
- Gisella di Borgogna, duchessa